# Термостатика
Термостатика — одно из названий классической термодинамики, акцентирующее внимание на том, что эта научная дисциплина представляет собой феноменологическую теорию стационарных состояний и квазистатических процессов в сплошных средах, и в явном виде отражающее современное деление термодинамики на статическую и нестатическую части — равновесную термодинамику и неравновесную термодинамику.
С тем, чтобы более чётко определить область применимости законов термостатики, посмотрим на эту дисциплину с позиций классической неравновесной термодинамики, базирующейся на принципе локального равновесия И. Пригожина (1945). Согласно принципу Пригожина неравновесную систему можно разбить на части (в пределе — бесконечно малые), каждую из которых в течение заданного отрезка времени (в пределе — бесконечно малого) можно рассматривать как находящуюся в равновесном состоянии, так что все соотношения классической термодинамики сохраняют свою справедливость для любой подсистемы, хотя в действительности каждая из таких частей находится в неравновесном квазистационарном состоянии. Обратимся теперь к рациональной термодинамике, которая не использует принцип локального равновесия и изначально строится как термомеханика сплошных сред. Для систем с не зависящими от времени термодинамическими величинами формулы рациональной термодинамики превращаются в формулы классической термодинамики в локальной формулировке.

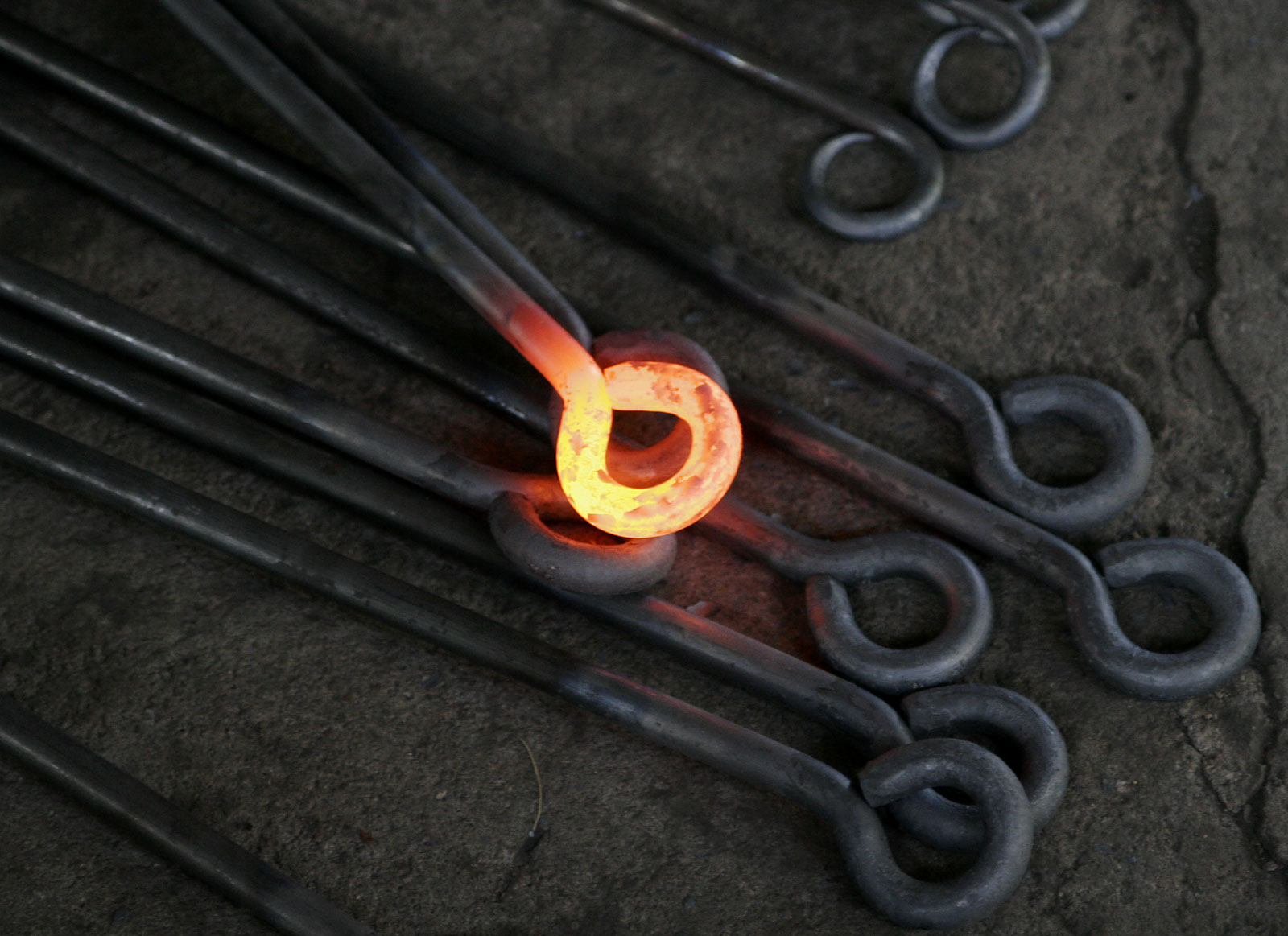
В рациональной термодинамике постулируют существование температуры — локальной термодинамической величины — для любых термодинамических систем, в том числе неравновесных

Из сказанного следует, что классическая термодинамика представляет собой теорию стационарных и квазистационарных состояний, не обязательно равновесных, а рассмотрение термодинамического равновесия есть просто одна из задач, решаемых классической термодинамикой. Авторы, ссылки на работы которых приведены в преамбуле статьи, вполне обоснованно рассматривают термин «термостатика» с его упором на независимость рассматриваемых величин от времени, как синоним словосочетаний «классическая термодинамика» и «равновесная термодинамика», имея в виду, что все эти термины разнятся только степенью распространённости в научной и учебной литературе. Такой подход к терминологии подразумевает, что под «равновесностью» в данном контексте подразумевается в том числе и квазиравновесность, отождествляемая с квазистатичностью. Перечислим виды стационарных и квазистационарных состояний, в которых определяющие их макроскопические характеристики не зависят от времени. К таковым относятся:
- статическое состояние термодинамического равновесия, характеризуемое отсутствием потоков (энергии, вещества, импульса, заряда и т. п.)[31], в котором при постоянстве внешних условий система может пребывать неопределённо долгое время. Если на систему было оказано конечное (не ведущее к разрушению системы) внешнее воздействие, приведшее к изменению свойств системы, то после снятия этого воздействия термодинамическая система возвращается в исходное состояние. Равновесное состояние можно определить также как стационарное состояние, не поддерживаемое протеканием какого-либо внешнего по отношению к системе процесса[32];
- статическое состояние метастабильного равновесия, когда при малом внешнем воздействии система ведёт себя как находящаяся в термодинамическом равновесии (система устойчива по отношению к бесконечно малым воздействиям: каждое такое воздействие вызывает бесконечно малое изменение состояния, а при устранении этого воздействия система возвращается в исходное состояние), тогда как при внешнем воздействии, превысившем некоторую граничную величину, система уже не возвращается в исходное состояние, а переходит либо в более устойчивое метастабильное состояние, либо в состояние термодинамического равновесия; термодинамические условия стабильности равновесия выполняются для малых виртуальных воздействий и не выполняются для воздействий, превышающих граничную для данной системы величину;
- статическое состояние заторможенного равновесия в неравновесной системе, когда, например, в системе имеют место частные равновесия — механическое и термическое, — но нет химического равновесия из-за отсутствия подходящих условий для протекания ведущих к установлению равновесия химических реакций[33][34][35][36] (например, вследствие высокой вязкости твёрдых растворов[37]); такая неравновесная система де-факто ведёт себя как равновесная физическая система (то есть как система с меньшим числом термодинамических степеней свободы) до тех пор, пока внешним воздействием на неё при не будут инициированы упомянутые выше химические реакции[38]. Часто за термодинамическое равновесие принимают именно заторможенное равновесие в силу того, что релаксационные процессы, ведущие к термодинамическому равновесию, идут чрезвычайно медленно и потому незаметны, особенно если соответствующие им времена релаксации по порядку величины близки к возрасту Земли или даже превосходят его[39];
- стационарное неравновесное состояние, в котором независимость термодинамических величин от времени обусловлена потоками энергии, вещества, импульса, электрического заряда и т. п.[31];
- квазистатическое (квазиравновесное) состояние, в котором неизменность термодинамических величин во времени есть приближение, с достаточной для решения конкретной задачи точностью выполняющееся в течение отрезка времени, заданного по условиям рассматриваемой задачи.

Таким образом, в рамках классической термодинамики — исключая ситуацию, когда рассматриваются условия термодинамического равновесия и следствия из них — термины «равновесный», «квазиравновесный» и «квазистатический» эквивалентны и их, за исключением упомянутой выше ситуации, можно рассматривать как синонимы.
Из определения термодинамического равновесия следует, что любой процесс в системе, исходное состояние которой является равновесным, возможен только за счёт нарушения исходного равновесия и, следовательно, этот процесс ведёт к состоянию, уже не являющемуся равновесным. После окончания процесса система, будучи предоставлена самой себе, вновь приходит в состояние равновесия, характеристики которого отличны от характеристик исходного равновесного состояния. Рассмотрим бесконечно малый (инфинитезимальный) процесс отклонения системы от равновесного состояния, то есть процесс, ведущий к неравновесному состоянию, термодинамические характеристики которого бесконечно мало отличаются от характеристик исходного равновесного состояния. По истечении конечного промежутка времени, превышающего время релаксации для данной системы, конечное состояние системы станет равновесным и будет иметь характеристики, бесконечно мало отличающиеся от характеристик исходного состояния. Перейдём теперь от бесконечно малых процессов к рассмотрению процессов перехода между двумя произвольным образом выбираемыми равновесными состояниями. Будем рассматривать переход от начального к конечному состоянию системы как идеализированный бесконечно медленный процесс, состоящий из бесконечно большого числа бесконечно малых стадий и реализующий описанным выше образом непрерывную последовательность равновесных состояний. Такой квазиравновесный (квазистатический) процесс, для краткости часто называемый просто равновесным процессом, представляет собой широко применяемую в классической термодинамике модель реального процесса, позволяющую не включать время в формулы термодинамики. Степень согласия результатов, получаемых посредством модели «равновесный процесс», с экспериментальными данными есть предмет отдельного рассмотрения, выходящего за рамки обсуждаемой здесь темы.
Многие авторы, не покушаясь на название «термодинамика» применительно к теории стационарных состояний и квазистатических процессов, отмечают, что только с возникновением феноменологической теории неравновесных процессов термодинамика становится настоящей «динамикой теплоты», тогда как до этого она представляла собой лишь термостатику. В то же время на сегодняшний день отсутствует единообразие в понимании того, какое содержание следует вкладывать в термин «термостатика». В преамбуле приведены ссылки на работы авторов, считающих термины «классическая термодинамика», «равновесная термодинамика» и «термостатика» синонимами. Согласно В. П. Бурдакову классическая термодинамика пренебрегает зависимостью термодинамических величин от пространственных координат и времени, тогда как термостатика изучает стационарные термодинамические системы без учета времени, но с учетом координат, то есть представляет собой классическую термодинамику в локальной формулировке. Н. И. Белоконь рассматривает термостатику как составную часть классической термодинамики, не имеющую дела с термодинамическими неравенствами. Ряд авторов считают недопустимым именовать классическую термодинамику термостатикой или термофизикой.